# Khartoum NC
Khartoum NC (Arabisch: نادي الخرطوم الوطني) is een Soedanese voetbalclub uit de hoofdstad Khartoem. 

## Geschiedenis
De club werd opgericht in 1950 als Khartoum-3 en nam in 2010 de huidige naam aan. De club speelt sinds 1996 onafgebroken in de hoogste klasse. De club moet het daarin wel onderdoen voor de grote clubs uit het naburige Omdurman, die de competitie domineren. In 2003 nam de club deel aan de CAF Cup, maar verloor in de eerste ronde. Aan de CAF Confederation Cup namen ze ook al vijf keer deel, maar ook daar konden ze geen potten breken. 